# Know Your Enemy (álbum)
Know Your Enemy es el sexto álbum de estudio de la banda de rock galesa Manic Street Preachers, publicado el 19 de marzo de 2001. Fue apoyado con cuatro sencillos; dos de ellos, "So Why So Sad" y "Found That Soul", fueron publicados el mismo día por motivos promocionales.

## Lista de canciones
Todas las letras escritas por Nicky Wire, except "Ocean Spray", by James Dean Bradfield, toda la música compuesta por James Dean Bradfield y Sean Moore, excepto "We Are All Bourgeois Now", escrita por Tim Gane, Malcolm Eden, John Williamson y Gary Baker. 
| N.º | Título                                     | Duración |  |
| 1.  | «Found That Soul»                          | 3:05     |  |
| 2.  | «Ocean Spray»                              | 4:11     |  |
| 3.  | «Intravenous Agnostic»                     | 4:02     |  |
| 4.  | «So Why So Sad»                            | 4:02     |  |
| 5.  | «Let Robeson Sing»                         | 3:46     |  |
| 6.  | «The Year of Purification»                 | 3:39     |  |
| 7.  | «Wattsville Blues»                         | 4:29     |  |
| 8.  | «Miss Europa Disco Dancer»                 | 3:52     |  |
| 9.  | «Dead Martyrs»                             | 3:23     |  |
| 10. | «His Last Painting»                        | 3:16     |  |
| 11. | «My Guernica»                              | 4:56     |  |
| 12. | «The Convalescent»                         | 5:54     |  |
| 13. | «Royal Correspondent»                      | 3:31     |  |
| 14. | «Epicentre»                                | 6:26     |  |
| 15. | «Baby Elián»                               | 3:37     |  |
| 16. | «Freedom of Speech Won't Feed My Children» | 13:12    |  |

## Créditos
- James Dean Bradfield – voz, guitarras
- Sean Moore – batería
- Nicky Wire – bajo, voz